# Jewgienij Bodrow
Jewgienij Aleksandrowicz Bodrow (ros. Евгений Александрович Бодров; ur. 8 stycznia 1988 w Togliatti) – rosyjski hokeista, reprezentant Rosji.
Jego brat Denis (ur. 1986) oraz szwagier Rusłan Chasanszyn także zostali hokeistami.

## Kariera
- Łada Togliatti (2005-2009)
- Ak Bars Kazań (2009-2014)
- Atłant Mytiszczi (2014-2015)
- Spartak Moskwa (2015-2016)
- Saławat Jułajew Ufa (2016-2017)
- Sibir Nowosybirsk (2017-2019)
- Siewierstal Czerepowiec (2019-2020)
- Łada Togliatti (2020-2021)
- Cracovia (2021-2022)
- Łada Togliatti (2022-)

Wychowanek Łady Togliatti. Od października 2009 zawodnik Ak Barsa Kazań. W maju 2011 przedłużył kontrakt z klubem. Od listopada 2014 zawodnik Atłanta Mytiszczi w toku wymiany za Michaiła Głuchowa. Od czerwca 2015 zawodnik Spartaka Moskwa. Odszedł z klubu z końcem kwietnia 2016. Od maja 2016 zawodnik Saławatu Jułajew Ufa. Od końca października 2017 zawodnik Sibiru. Od czerwca 2019 do kwietnia 2020 reprezentował Siewierstal Czerepowiec. W grudniu 2020 przeszedł do macierzystej Łady. W sierpniu 2021 ogłoszono jego zakontraktowanie przez polski klub Cracovia. Od czerwca 2022 ponownie w macierzystej Ładzie.

## Sukcesy
Reprezentacyjne
- Brązowy medal mistrzostw świata juniorów do lat 20: 2009

Klubowe
- Puchar Kontynentalny: 2006 z Ładą Togliatti
- Puchar Otwarcia: 2009 z Ak Barsem Kazań
- Złoty medal mistrzostw Rosji: 2010 z Ak Barsem Kazań
- Puchar Gagarina: 2010 z Ak Barsem Kazań
- Puchar Polski: 2021 z Cracovią